# Juntos (coalición francesa)
Juntos (en francés: Ensemble) anteriormente llamada Juntos Ciudadanos, es una coalición política de Francia, fundada por la mayoría presidencial liderada por Emmanuel Macron, el 29 de noviembre de 2021. La coalición incluye a La República en Marcha (LREM), el Movimiento Demócrata (MoDem), Actuar (Agir), Territorios de progreso (TDP), Horizontes (Horizons), entre otros.

## Historia
La coalición fue formada por Richard Ferrand, presidente de la Asamblea Nacional y François Bayrou, presidente del Movimiento Demócrata (MoDem). Esta coalición, tiene como objetivo agrupar a la mayoría presidencial de Emmanuel Macron en la perspectiva de las elecciones presidenciales de 2022, y presentar candidaturas conjuntas para las elecciones legislativas del mismo año. Fue fundada oficialmente el 29 de noviembre de 2021 en París.

## Composición
| Partidos | Partidos                                       | Ideología                               | Posición                 | Líder             |
| -------- | ---------------------------------------------- | --------------------------------------- | ------------------------ | ----------------- |
|          | La República en Marcha La République en Marche | Liberalismo                             | Centro                   | Stanislas Guerini |
|          | Movimiento Demócrata Mouvement démocrate       | Liberalismo social Democracia cristiana | Centro                   | François Bayrou   |
|          | Actuar Agir                                    | Liberalismo Conservadurismo liberal     | Centro a centroderecha   | Franck Riester    |
|          | Territorios de Progreso Territoires de progrès | Liberalismo social                      | Centro a Centroizquierda | Xavier Iacovelli  |
|          | Horizontes Horizons                            | Liberalismo Republicanismo              | Centro a Centroderecha   | Édouard Philippe  |
|          | Partido Radical Parti radical                  | Radicalismo Liberalismo secular         | Centroizquierda          | Laurent Hénart    |
|          | En Común En commun                             | Política verde Ecologismo               | Centroizquierda          | Philippe Hardouin |

## Resultados electorales

### Elecciones presidenciales
|  | 27,84 % |

|  | 58,54 % |

### Elecciones legislativas
|  | 25,75 % |

|  | 39,00 % |

|  | 21,27 % |

|  | 24.53 % |

### Elecciones europeas
|  | 22,42 % |

|  | 14,56 % |